# César Daniel Fernández
César Daniel Fernández (ur. 20 października 1954 w Buenos Aires) – argentyński duchowny katolicki, biskup diecezji Jujuy od 2012.

## Życiorys
Święcenia kapłańskie przyjął 14 listopada 1980 z rąk kardynała Juana Carlosa Aramburu i został inkardynowany do archidiecezji Buenos Aires. Przez kilkanaście lat pracował jako duszpasterz parafialny, zaś w 1999 został mianowany rektorem seminarium.
20 września 2007 papież Benedykt XVI mianował go biskupem pomocniczym archidiecezji Paraná oraz biskupem tytularnym Caltadria. Sakry biskupiej udzielił mu 30 listopada 2007 metropolita Parany - arcybiskup Mario Maulión.
7 czerwca 2012 został mianowany biskupem ordynariuszem diecezji Jujuy. Ingres odbył się 6 sierpnia 2012. W listopadzie 2024 został wybrany drugim wiceprzewodniczącym Konferencji Episkopatu Argentyny.